# Шавони, Тони
Ноа Энтони Шаво́ни (англ. Noah Anthony Schiavone, /ʃəˈvɒni/, род. 7 ноября 1957, Крейгсвилл, Виргиния) — американский спортивный диктор, комментатор реслинга и подкастер, в настоящее время работающий в All Elite Wrestling (AEW) в качестве комментатора и старшего продюсера. Ранее он работал в Jim Crockett Promotions, World Wrestling Federation (WWF, ныне WWE), World Championship Wrestling (WCW) и Major League Wrestling (MLW). Помимо работы в рестлинге, Шавони также работал ведущим в бейсбольной команде «Гвиннетт Стриперс» и футбольной команде «Джорджия Бульдогс».
В 2013 году WWE отметила, что «в разгар Monday Night War голос ветерана-вещателя Тони Шавони был так же важен для экранного продукта World Championship Wrestling, как оклахомский рык Джима Росса для WWE».
В 2021 году Шавони объявил о проведении кампании на Kickstarter для создания биографического графического романа под названием «Задницы в креслах: история Тони Шавони».

## Противоречия

### Инцидент с Миком Фоли
Печально известный инцидент с участием Шавони произошел на WCW Monday Nitro 4 января 1999 года. Nitro выходило в прямом эфире на фоне предварительно записанной WWF Raw is War на USA Network и должно было показать матч-реванш со Starrcade между чемпионом мира WCW в тяжелом весе Кевином Нэшем и бывшим чемпионом Голдбергом, где Нэш прервал непобедимую серию Голдберга и забрал его титул при спорных обстоятельствах. Эпизод Nitro также стал первым появлением «Голливуда» Халка Хогана после того, как он объявил о своем уходе из рестлинга в выпуске The Tonight Show with Jay Leno на День благодарения 1998 года. Между тем, на Raw должен был состояться матч Мика Фоли, который в то время выступал под именем Мэнкаинд, а до этого работал в WCW под именем Кактус Джек, который выиграл свой первый титул чемпиона WWF в матче против Скалы. Однако в то время Raw записывалось на пленку, а Nitro шло в прямом эфире, и у WCW и её исполнительного продюсера Эрика Бишоффа была практика спойлерить предварительно записанные эпизоды Raw, сообщая зрителям WCW результаты шоу Raw, и не давая фанатам повода переключить канал.
По словам Фоли, который написал об этом инциденте в первой главе своей книги Foley Is Good (and the Real World is Faker than Wrestling), этот вечер должен был стать решающим для WCW, поскольку люди верили, что WCW, чья рекордная серия из 84 побед подряд в рейтингах была прервана Raw в апреле 1998 года и после этого имела только восемь побед, сможет вернуть рейтинги и потенциально захватить лидерство в Monday Night Wars. Во время шоу Шавони заспойлерил главное событие Raw, сказав, что Фоли, бывший Кактус Джек, победит, саркастически заметив: «Это усадит несколько задниц в кресла».
Фоли был искренне расстроен услышанным и позвонил Шавони, чтобы поговорить об этом. Когда Шавони перезвонил Фоли, он сказал ему, что Бишофф приказал ему сообщить о победе Фоли в эфире. Однако стратегия Бишоффа не сработала. Почти сразу после того, как Шавони заспойлерил победу Фоули, 600 000 зрителей переключились с Nitro на Raw, чтобы посмотреть, как Фоли выиграет титул. Этого было достаточно, чтобы WWF выиграла по рейтингам в этот вечер, набрав 5,7 против 5,0 у Nitro. Рейтинг WCW больше никогда не превышал 5,0, а рейтинг Nitro упал ниже 5,0 и к концу года с трудом держался выше 3,0.

### Соперничество с Бобби Хинаном
В интервью 2002 года Шавони подвергся критике со стороны Бобби Хинана, который заявил, что Шавони скрывал концовки матчей и сюжетов от него и его коллеги, комментатора Nitro Майка Тинэя, во время трансляций. Джин Окерлунд, давний ведущий реслинга, согласился с Хинаном и заявил, что, хотя ему нравился Шавони и у него не было много проблем с ним, но «Тони был непревзойденным политиком» и «Тони имел тенденцию хоронить людей на своем пути». Один напряженный инцидент произошел на Nitro после смерти лучшего друга Хинана, Гориллы Монсуна, из-за того, что Шавони якобы возражал против упоминания Монсуна в эфире (так как он никогда не работал в WCW). В итоге Хинану разрешили выступить в честь Монсуна, хотя и с небольшим заявлением. В 2014 году, выступая в программе The Ross Report, Шавони заявил, что он никогда не возражал против того, чтобы Хинан упомянул Монсуна, только уточнил у Хинана, не спрашивал ли он сначала об этом президента WCW Эрика Бишоффа. Шавони взял на себя ответственность за крах своих отношений с Хинаном и сказал о критике Хинана в его адрес: «Я это заслужил».

## Титулы и достижения
Wrestling Observer Newsletter
- Худший комментатор телевидения (1999, 2000)[5]